# Slang Prostitution
Slang Prostitution ist das fünfte Studioalbum des US-amerikanischen Rappers und Wu-Tang-Clan-Mitglieds Cappadonna. Es wurde am 27. Januar 2009 über das Label Chamber Musik veröffentlicht. Auf dem Album sind Featuregäste wie zum Beispiel Raekwon und Masta Killa vertreten.

## Cover
Cappadonna trägt eine Sonnenbrille, eine weiße Cap der Marke New Era und ein ebenso weißes T-Shirt mit schwarzem Aufdruck. Auf dem linken Handgelenk trägt er ein goldenes Armband, auf dem rechten Handgelenk trägt er eine Armbanduhr. Um seinen Hals hängen drei Goldketten, in einer dieser Goldketten ist ein „$“ zu sehen. Cap küsst eine dieser Goldketten, die die Büste von entweder Ramses II. oder von Nofretete darstellt. Im Hintergrund ist einer der Pyramiden von Gizeh sichtbar.

## Titelliste
| #   | Titel                                                      | Produzent                | Länge |
| --- | ---------------------------------------------------------- | ------------------------ | ----- |
| 1.  | You Can’t Keep a Good Man Down (Part One)                  |                          | 1:26  |
| 2.  | Savage Life                                                | Digem Tracks Productions | 4:15  |
| 3.  | Three Knives (feat. 3rd Digala & Lounge Lo)                | Soul Professor           | 2:59  |
| 4.  | Walk with Me (feat. Joey Lee)                              | Digem Tracks Productions | 2:21  |
| 5.  | Do You Remember?                                           |                          | 3:12  |
| 6.  | That Staten Island Shit (feat. Lounge Lo)                  | Digem Tracks Productions | 4:04  |
| 7.  | Stories (feat. Jojo Pellegrino & 3rd Digala)               | Digem Tracks Productions | 2:43  |
| 8.  | Life’s a Gamble (feat. Raekwon and Rachet)                 | Rush                     | 3:05  |
| 9.  | Hustle & Flow                                              |                          | 3:04  |
| 10. | You Can’t Keep a Good Man Down (Part Two)                  |                          | 1:35  |
| 11. | Pistachio (feat. Lounge Lo, King Just & Mega Don)          | Soul Professor           | 4:31  |
| 12. | Grungy (feat. G-Clef Da Mad Komposa)                       | Q-Dini                   | 2:40  |
| 13. | What’s Really Up?                                          |                          | 2:19  |
| 14. | Da Vorzon (feat. Lounge Lo & 3rd Digala)                   | Blastah Beats            | 3:53  |
| 15. | Somebody Got to Go (feat. Lounge Lo & Ghetto Philharmonic) |                          | 3:27  |
| 16. | Fire (feat. Masta Killa)                                   | Chicargo                 | 4:31  |
| 17. | Speed Knots (feat. Precise)                                | N.E.S.                   | 2:12  |
| 18. | Stay Shining (feat. 3rd Digala)                            | Digem Tracks Productions | 3:36  |
| 19. | You Can’t Keep a Good Man Down (Part Three)                |                          | 1:26  |

## Kritik
| Professionelle Bewertungen | Professionelle Bewertungen |
| -------------------------- | -------------------------- |
| Kritiken                   |                            |
| Quelle                     | Bewertung                  |
| Allmusic                   | [ 1 ]                      |

Jeffries von Allmusic fand das Album mit 19 Liedern zu lang. Auf dem Song Life’s A Gamble, mit Wu-Tang-Clan-Kollege Raekwon käme Cap an Raekwons Part zwar nicht ran, übertreffe sich jedoch immer dann selbst, wenn der über „Unfug“ und Frauen rappe.
Auf der Website von UPROXX bezeichnete Redakteur TC den Titel des Albums als „lächerlich“. Cappadonna rappe hier über seine „Beziehung zu Gott“ und seine Sehnsucht, erfolgreicher als all jene zu werden, die ihm „Unrecht“ getan haben. Die Auswahl der Beats sei dürftig. Zwar habe Cap in der Vergangenheit auf Songs wie Winter Warz und Ice Cream sein Talent bewiesen, doch klinge er auf Slang Prostitution zu „unkonstant“ und „unpersönlich“, was viele der Lieder „im Grunde unhörbar“ mache. Er lobte Featergäste wie Raekwon und Ratchet.